# Тавлово
Тавлово — деревня в Псковском районе Псковской области. Входит в состав Серёдкинской волости. 
Расположена в 30 км к северу от Пскова и в 2 км к северо-востоку от деревни Верхолино.

## Население
| 2000 | 2001 | 2002 | 2010 |
| ---- | ---- | ---- | ---- |
| 54   | →54  | ↗61  | ↘39  |

## История
До 1 января 2010 года деревня входила в состав упразднённой Верхолинской волости.

## Топографические карты
- Лист карты O-35-XVII Новоселье. Масштаб: 1 : 200 000. Издание 1980 г.